# 비관성 기준틀
비관성 기준틀(non-inertial reference frame)은 관성계에 대하여 가속을 경험하는 기준틀이다.
비관성계의 움직이지 않는 가속도계는 일반적으로 0이 아닌 가속을 감지하게 된다. 운동 법칙이 모든 관성계에서 동일한 반면 비관성계에서는 가속에 따라 틀마다 운동 법칙이 다양하다.
고전역학에서는 비관성 기준틀에서 추가적인 겉보기힘(이른바 관성력, 의사력/pseudo-forces, 달랑베르력)을 뉴턴의 제2 법칙에 도입함으로써 물체의 운동을 설명하는 것이 가능할 수 있다. 여기에 속하는 일반적인 예로는 코리올리 효과와 원심력이 있다. 일반적으로, 모든 겉보기힘의 식은 비관성계의 가속도로부터 비롯될 수 있다.

## 같이 보기
- 겉보기힘
- 원심력
- 관성 좌표계